# Bruce Jones (fumettista)
Bruce Eliot Jones (Kansas City, 31 ottobre 1946) è un fumettista, romanziere e illustratore statunitense. Durante la sua carriera ha assunto anche gli pseudonimi di Philip Roland e Bruce Elliot.

Hulk

Tra i suoi lavori principali e più noti, la sceneggiatura dal 2001 al 2005 dei fumetti dell'incredibile Hulk pubblicati dalla Marvel Comics.

## Vita Privata
Bruce Jones ha sposato nel 1984 April Campbell. La coppia ha tre figli.

## Biografia
Jones è entrato nel mondo dei fumetti nel 1969 quando si è trasferito a New York City dalla sua città natale, Kansas City (Missouri) in cerca di lavoro come fumettista. Ha fatto il suo debutto professionale con la rivista di fumetti horror in bianco e nero della Major Publications intitolata Web of Horror n. 3 (copertina datata aprile 1970), scrivendo e disegnando la storia di sei pagine "Point of View".
Jones ha poi scritto per la Warren Publishing i due fumetti horror Creepy e Eerie e, sotto lo pseudonimo di Philip Roland, altri lavori per la rivale Skywald Publications. Durante questo periodo scrisse il suo primo romanzo, The Contestants.
Jones in seguito ha lavorato come freelance per la Marvel Comics, scrivendo storie per Ka-Zar e Conan the Barbarian, oltre a scrivere e disegnare altre storie di fantascienza antologica per la linea di riviste in bianco e nero della Marvel.
Nel 1979, Jones ha incontrato April Campbell (che ha poi sposato) con cui ha dato vita ad una collaborazione. Dal 1982 al 1984, Jones e Campbell, che hanno formato anche la società Bruce Jones Associates, hanno confezionato, curato e scritto principalmente i seguenti titoli della Pacific Comics: Twisted, Tales, Alien Worlds, Somerset Holmes, Silverheels e Pathways to Fantasy. Durante questo periodo, Jones pubblicò la raccolta di racconti The Twisted Tales of Bruce Jones, con copertina e illustrazioni curate occasionalmente da Richard Corben. Quando la Pacific fallì, i numeri successivi furono pubblicati da Eclipse Comics.
Anche le prime collaborazioni con la DC Comics risalgono all'inizio degli anni '80, con il contributo ad alcuni numeri di Mistery in Space e Batman. Successivamente Jones ha scritto la miniserie in cinque numeri Rip in Time dell'artista Richard Corben (1986–1987), pubblicata da Fantagor Press.
All'inizio degli anni '90 Jones è anche passato alla sceneggiatura, lavorando alla serie TV The Hitchhiker (L'autostoppista) della HBO e a diversi film per la televisione (insieme alla ora moglie April Campbell Jones). Ha anche scritto una serie di romanzi thriller tra cui Sprinter, Maximum Velocity e Game Running. Dal 1990 al 1992, Jonesha scritto il fumetto di giornale Flash Gordon, poi disegnato da Ralph Reese, assistito da Gray Morrow. È tornato a Kansas City con sua moglie e i suoi figli nel 2000 e ha scritto altri due romanzi, Still Life e Death Rites, sotto lo pseudonimo di Bruce Elliot.
Nel 2001 è stato contattato dall'editore Axel Alonso (della Marvel), con il quale Jones aveva lavorato quando Alonso era alla DC Comics. Alonso gli offrì un lavoro come sceneggiatore di The Incredible Hulk, allora in crisi di riscontri di pubblico. Le vendite del titolo ripresero vigore in modo significativo e, nel 2003, Jones ha rivelato che aveva intenzione curare la sceneggiatura di Hulk "fino a quando non mi buttano fuori". Tuttavia, l'anno successivo ha firmato un contratto biennale con la società rivale DC Comics.
Nel frattempo, ha sceneggiato la serie in cinque numeri Call of Duty: The Precinct (numeri dal 1 al 5), un dramma naturalistico sul dipartimento di polizia di New York City.
Altri lavori includono una serie Deadman per Vertigo e varie serie limitate per i fumetti DC, tra cui Man-Bat, OMAC e Vigilante.
Nel 2005, la storia di 10 pagine di Jones "Jenifer", presa dal numero 63 di Creepy (luglio 1974), disegnata da Bernie Wrightson, è diventata la base del regista Dario Argento per il segmento di Masters of Horror, una serie televisiva di Showtime.

## Opere

### DC Comics
- Batman #345–346, 348–351 (Catwoman backup stories) (1982)
- Batman Villains Secret Files and Origins 2005 #1 (2005)
- Batman: Legends of the Dark Knight #207–211 (2006)
- Batman: Through the Looking Glass #1 (2012)
- Checkmate vol. 2 #26–31 (2008)
- DCU: Brave New World #1 (2006)
- Deadman #1–13 (2006–2007)
- Flinch #1, 4, 9, 12, 14 (1999–2000)
- Ghosts #109 (1982)
- House of Mystery #294–295, 298–309, 311–312, 320 (1981–1983)
- Man-Bat #1–5 (2006)
- Mystery in Space #117 (1981)
- Nightwing #118–124 (2006)
- OMAC vol. 3 #1–8 (2006–2007)
- Our Fighting Forces #139 (1972)
- Saga of the Swamp Thing #1 (Phantom Stranger backup story) (1982)
- Saga of the Swamp Thing Annual #1 (1982)
- Strange Adventures vol. 2 #2 (1999)
- Talent Showcase #18 (1985)
- Texas Chainsaw Massacre: Raising Cain #1–3 (2008)
- Vigilante vol. 2 #1–6 (2005–2006)
- The War that Time Forgot #1–12 (2008–2009)
- The Warlord vol. 3 #1–10 (2006–2007)
- Weird War Tales #103 (1981)
- Weird War Tales Special #1 (2000)
- Weird Western Tales vol. 2 #4 (2001)
- Wildstorm Winter Special #1 (Wildcats) (2005)
- Year One: Batman Scarecrow #1–2 (2005)

### Eclipse Comics
- Alien Encounters #6–9 (1986)
- Alien Worlds #8–9 (1984–1985)
- Somerset Holmes #5–6 (1984)
- Tales of Terror #4, 6–7, 9 (1986)
- The Twisted Tales of Bruce Jones #1–4 (1986)

### Marvel Comics
- The Amazing Spider-Man Annual #26 (1992)
- Bizarre Adventures #29, 33 (1981–1982)
- Call of Duty: The Precinct #1–5 (2002–2003)
- Captain America: Red, White & Blue HC (2002)
- Captain America: What Price Glory #1–4 (2003)
- Clive Barker's Hellraiser #15 (1992)
- Conan the Barbarian #131–134, 136–144, 147–149 (1982–1983)
- Daredevil: The Movie #1 (2003)
- Epic Illustrated #3 (1980)
- Heroes for Hope Starring the X-Men #1 (1985)
- Hulk and Thing: Hard Knocks #1–4 (2004–2005)
- Hulk/Wolverine: Six Hours #1–4 (2003)
- Hulk: The Official Movie Adaptation #1 (2003)
- The Incredible Hulk vol. 3 #34–76 (2002–2004)
- Ka-Zar the Savage #1–27 (1981–1983)
- Kingpin #1–7 (2003–2004)
- Kull the Conqueror #1 (1983)
- Marvel Comics Presents #13 (Shanna the She-Devil) (1989)
- Marvel Feature #2–5 (Red Sonja) (1976)
- Marvel Graphic Novel: Arena (1989)
- Marvel Holiday Special #2 (Punisher) (1993)
- Moon Knight: Divided We Fall #1 (1992)
- Savage Sword of Conan #8, 64, 67, 70, 72, 77, 79–82, 157 (1975–1989)
- The Spectacular Spider-Man Annual #12 (1992)
- Spider-Man's Tangled Web #7–9 (2001–2002)
- Unknown Worlds of Science Fiction #2–6, Annual #1 (1975–1976)
- Venom: The Enemy Within #1–3 (1994)
- Web of Spider-Man Annual #8 (1992)
- Wolverine: Xisle #1–5 (2003)
- X-Men Unlimited #46, 48 (2003)

### Pacific Comics
- Alien Worlds #1–7 (1983–1984)
- Silverheels #1–3 (1983–1984)
- Somerset Holmes #1–4 (1983-1984)
- Three Dimensional Alien Worlds #1 (1984)
- Twisted Tales #1–8 (1982–1984)

## Premi e Riconoscimenti
Nel 2004 ha vinto l'Inkpot Award, un premio conferito ogni anno dal 1974 dal Comic-Con International. Viene assegnato ai professionisti che si sono distinti per il proprio contributo nel campo dei fumetti, dell'animazione, della fantascienza e delle aree correlate della cultura popolare.